# دوغلاس مانلي
دوغلاس مانلي (بالإنجليزية: Douglas Manley) هو سياسي جامايكي، ولد في 30 مايو 1922، وتوفي في 26 يوليو 2013. انتخب عضو مجلس نواب جامايكا.